# Torneo Femenino Apertura 2008 (Argentina)
El Torneo Femenino Apertura 2008 fue la vigésima quinta edición del Campeonato Femenino de Fútbol organizado por la Asociación del Fútbol Argentino. 
San Lorenzo de Almagro se coronó campeón por primera vez en su historia, siendo además el primer equipo en quebrar la hegemonía de Boca Juniors y River Plate, quienes desde la primera edición del torneo en 1991 habían obtenido entre ellos todos los títulos disputados.
La obtención del título le permitió a San Lorenzo, luego de vencer a River Plate que al ganar luego el Clausura 2009 fue el otro campeón de la temporada 2008/09, clasificar a la recién creada Copa Libertadores de América Femenina, convirtiéndose de ese modo en el primer equipo argentino en participar en la competencia. 

## Equipos participantes
| Equipo                | Ciudad            |
| --------------------- | ----------------- |
| Atlas                 | General Rodríguez |
| Boca Juniors          | Buenos Aires      |
| Estudiantes           | La Plata          |
| F.C. General Urquiza  | Villa Lynch       |
| Huracán               | Buenos Aires      |
| Independiente         | Avellaneda        |
| Platense              | Vicente López     |
| River Plate           | Buenos Aires      |
| San Lorenzo           | Buenos Aires      |
| San Martín de Burzaco | Almirante Brown   |

## Sistema de disputa
El torneo se desarrolló según el sistema de todos contra todos, a una sola vuelta y disputándose en total nueve fechas.

## Abandonos
Dos equipos abandonaron la competencia: El Club Atlético Atlas abandonó el torneo dejando de presentarse a partir de la cuarta fecha. Por su parte San Martín de Burzaco anunció su abandono antes de disputarse la sexta fecha, aunque tampoco había jugado la quinta pues le tocaba enfrentarse al previamente retirado Atlas. 
A los rivales correspondientes de los equipos, se les adjudicó la victoria por 1 - 0.

## Interrupciones
La tercera fecha se disputó dos semanas después de lo inicialmente programado. La primera semana se aplazó a causa de las condiciones climáticas y en la siguiente no se programaron partidos debido al Día de la Madre en Argentina.
Luego de disputarse la tercera fecha el torneo fue momentáneamente suspendido durante el Mundial de 2008 en el que participó la Selección femenina de fútbol sub-20 de Argentina.
Finalmente entre la sexta y séptima fecha se produjo una pausa de verano, retornándose a la actividad a fines de febrero de 2009.

## Tabla de posiciones
| Pos. | Equipo                | Pts. | PJ | PG | PE | PP | GF | GC | Dif. |
| ---- | --------------------- | ---- | -- | -- | -- | -- | -- | -- | ---- |
| 01.º | San Lorenzo           | 25   | 9  | 8  | 1  | 0  | 29 | 1  | 28   |
| 02.º | Boca Juniors          | 21   | 9  | 7  | 0  | 2  | 45 | 3  | 42   |
| 03.º | River Plate           | 21   | 9  | 7  | 0  | 2  | 22 | 4  | 18   |
| 04.º | Estudiantes           | 19   | 9  | 6  | 1  | 2  | 14 | 11 | 3    |
| 05.º | Independiente         | 17   | 9  | 5  | 2  | 2  | 26 | 19 | 7    |
| 06.º | F.C. General Urquiza  | 7    | 9  | 2  | 1  | 6  | 8  | 20 | −12  |
| 07.º | Platense              | 7    | 9  | 2  | 1  | 6  | 5  | 39 | −34  |
| 08.º | Huracán               | 7    | 9  | 2  | 1  | 6  | 4  | 29 | −25  |
| 09.º | Atlas                 | 4    | 9  | 1  | 1  | 7  | 3  | 9  | −6   |
| 10.º | San Martín de Burzaco | 3    | 9  | 1  | 0  | 8  | 5  | 26 | −21  |

|  | Campeón |

Fuente: Rec.Sport.Soccer Statistics Foundation.

## Resultados

### Fecha 1
| 20 de septiembre de 2008 | Platense | 0 - 5   | River Plate                                              | Auxiliar Platense,        |                           |
|                          |          | Reporte | Emilia Mendieta · Mercedes Pereyra · Mariana Larroquette | Árbitro(s): Julián Citate | Árbitro(s): Julián Citate |

|             | Atlas | 0 - 1 | Boca Juniors |  |  |
| Postergado. |       |       |              |  |  |

|  | Gral. Urquiza | 1 - 2   | Huracán |  |  |
|  |               | Reporte |         |  |  |

|  | Independiente                                                         | 10 - 3  | San Martín de Burzaco |  |  |
|  | Florencia Ferrero · Liliana Casas · Gabriela Chávez · Daniela Dorrego | Reporte | - · - · -             |  |  |

|  | Estudiantes | 0 - 7   | San Lorenzo                                                  |  |  |
|  |             | Reporte | Analía Almeida · Carina Núñez · Eliana Medina · María Tierri |  |  |

### Fecha 2
| 27 de septiembre de 2008 | River Plate                     | 2 - 0   | Estudiantes | River Plate, Ezeiza          |                              |
|                          | Andrea López · Yésica Rodríguez | Reporte |             | Árbitro(s): Sebastián Cabaña | Árbitro(s): Sebastián Cabaña |

|  | Platense | 1 - 2   | Atlas |  |  |
|  |          | Reporte |       |  |  |

|  | San Lorenzo  | 1 - 1   | Independiente   |  |  |
|  | María Tierri | Reporte | Aylin Rodríguez |  |  |

|  | San Martín de Burzaco | 0 - 1   | Gral. Urquiza |  |  |
|  |                       | Reporte |               |  |  |

|  | Huracán | 0 - 9   | Boca Juniors |  |  |
|  |         | Reporte |              |  |  |

### Fecha 3
| 25 de octubre de 2008 | Boca Juniors | 10 - 1  | San Martín de Burzaco | Casa Amarilla, |  |
|                       |              | Reporte |                       |                |  |

| 25 de octubre de 2008 | Gral. Urquiza | 0 - 5   | San Lorenzo                                     | Gral. Urquiza, |  |
|                       |               | Reporte | Eliana Medina · Romina Rodríguez · Carina Núñez |                |  |

| 26 de octubre de 2008 | Independiente | 1 - 2   | River Plate                         | Independiente, Villa Domínico |                         |
|                       | -             | Reporte | Soledad López · Mariana Larroquette | Árbitra: Estela Álvarez       | Árbitra: Estela Álvarez |

| 26 de octubre de 2008 | Atlas | 1 - 1   | Huracán | Def. de Moreno, |  |
|                       |       | Reporte |         |                 |  |

| 26 de octubre de 2008 | Estudiantes | 7 - 0   | Platense | Estudiantes auxiliar, |  |
|                       |             | Reporte |          |                       |  |

### Fecha 4
| 6 de diciembre de 2008 | San Lorenzo        | 1 - 0 | Boca Juniors | San Lorenzo auxiliar, |  |
| | Florencia Quiñones |       |              |                       |  |
| Boca Juniors perdió su invicto de cuatro años. Primera victoria conseguida por San Lorenzo sobre Boca Juniors. Hasta momento el historial era de 3 empates y 7 victoria de Boca Juniors. |                    |       |              |                       |  |

| 6 de diciembre de 2008 | San Martín de Burzaco | 0 - 1 | Huracán | San Martín Burzaco, |  |

| 7 de diciembre de 2008 | River Plate                                          | 5 - 0   | Gral. Urquiza | River Plate Ezeiza,         |                             |
|                        | María Pía Gómez · Agostina Chiesa · Mercedes Pereyra | Reporte |               | Árbitra: Mariana de Almeida | Árbitra: Mariana de Almeida |

| 7 de diciembre de 2008 | Platense | 0 - 6 | Independiente | Platense auxiliar, |  |

|            | Estudiantes | 1 - 0 | Atlas |  |  |
| No jugado. |             |       |       |  |  |

### Fecha 5
|  | Gral. Urquiza | 2 - 2 | Platense |  |  |

|  | Independiente | 1 - 1 | Estudiantes |  |  |

| 5 de marzo de 2008 | Huracán | 0 - 7   | San Lorenzo                                                          | Huracán auxiliar 2, |  |
| |         | Reporte | Eliana Medina 25' · Maria Tierri 28' · Enriqueta Tato · Carina Núñez |                     |  |
| Se jugó en marzo mientras los demás equipos disputaban la séptima fecha, ya que en su fecha original había sido postergado. |         |         |                                                                      |                     |  |

|            | Boca Juniors | 1 - 0 | River Plate |  |  |
| No jugado. |              |       |             |  |  |

|            | Atlas | 0 - 1 | San Martín de Burzaco |  |  |
| No jugado. |       |       |                       |  |  |

### Fecha 6
| 28 de febrero de 2009 | River Plate                                                               | 6 - 0   | Huracán | River Plate auxiliar,    |                          |
|                       | Emilia Mendieta · María Pía Gómez · Mariana Larroquette · Florencia Giles | Reporte |         | Árbitra: Salomé Di Iorio | Árbitra: Salomé Di Iorio |

| 1 de marzo de 2009 | Platense | 0 - 13  | Boca Juniors | Platense auxiliar, |  |
|                    |          | Reporte |              |                    |  |

| 1 de marzo de 2009 | Estudiantes | 2 - 1   | Gral. Urquiza | Estudiantes country, |  |
|                    |             | Reporte |               |                      |  |

| 1 de marzo de 2009 | San Lorenzo | 1 - 0 | San Martín de Burzaco |  |  |
| No jugado.         |             |       |                       |  |  |

|            | Independiente | 1 - 0 | Atlas |  |  |
| No jugado. |               |       |       |  |  |

### Fecha 7
|                                                                | Boca Juniors | 0 - 1 | Estudiantes |  |  |
| Terminó 4 - 1 y posteriormente se adjudicó el resultado 0 - 1. |              |       |             |  |  |

|  | Gral. Urquiza | 2 - 3   | Independiente                                           |  |  |
|  | - · -         | Reporte | Florencia Ferrero · Gisela González · Florencia Reinoso |  |  |

|             | Huracán | 0 - 1 | Platense |  |  |
| Postergado. |         |       |          |  |  |

|            | San Martín de Burzaco | 0 - 1 | River Plate |  |  |
| No jugado. |                       |       |             |  |  |

|            | Atlas | 0 - 1 | San Lorenzo |  |  |
| No jugado. |       |       |             |  |  |

### Fecha 8
| 14 de marzo de 2009 | River Plate | 0 - 2   | San Lorenzo                     | River Plate auxiliar,         |                               |
|                     |             | Reporte | Carina Núñez 29' · María Tierri | Árbitro(s): Julio César Verón | Árbitro(s): Julio César Verón |

| 14 de marzo de 2009 | Independiente | 0 - 10  | Boca Juniors |  |  |
|                     |               | Reporte |              |  |  |

| 14 de marzo de 2009 | Estudiantes | 1 - 0 | Huracán |  |  |
| No jugado.          |             |       |         |  |  |

|            | Gral. Urquiza | 1 - 0 | Atlas |  |  |
| No jugado. |               |       |       |  |  |

|            | Platense | 1 - 0 | San Martín de Burzaco |  |  |
| No jugado. |          |       |                       |  |  |

### Fecha 9
| 21 de marzo de 2009 | San Lorenzo                 | 4 - 0   | Platense |  |  |
|                     | Carina Núñez · María Tierri | Reporte |          |  |  |

| 21 de marzo de 2009 | Huracán | 0 - 3 | Independiente |  |  |

| 21 de marzo de 2009 | Boca Juniors | 1 - 0 | Gral. Urquiza |  |  |

|            | Atlas | 0 - 1 | River Plate |  |  |
| No jugado. |       |       |             |  |  |

|            | San Martín de Burzaco | 0 - 1 | Estudiantes |  |  |
| No jugado. |                       |       |             |  |  |

## Campeón
| XXX                    |
| San Lorenzo 1.º título |

## Clasificación a la Copa Libertadores 2009
| 27 de agosto de 2009 | San Lorenzo                                     | 5 - 0   | River Plate | All Boys, |  |
|                      | María Tierri · Enriqueta Tato · Graciela Correa | Reporte |             |           |  |

Clasificado: San Lorenzo